# Star 266
Star 266 – polski terenowy samochód ciężarowy zaprojektowany do przewozu ładunków i ludzi po szosie i w terenie oraz holowania przyczepy o masie do 4 ton. Produkowany seryjnie w latach 1973–2000 przez Fabrykę Samochodów Ciężarowych „Star” w Starachowicach. Używany jako podstawowy samochód ciężarowo-terenowy w Wojsku Polskim.

## Historia modelu

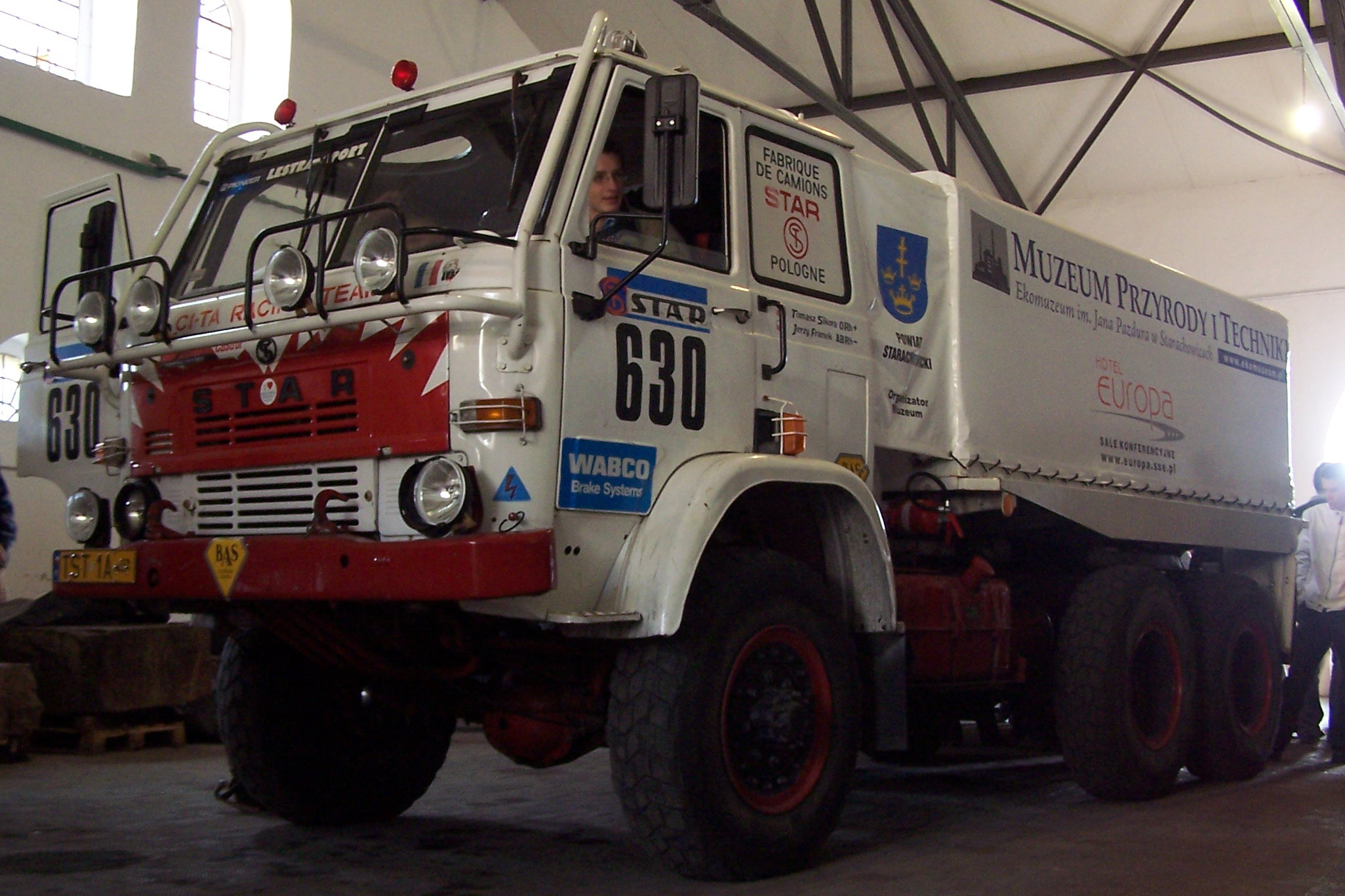
Star 266, który wziął udział w Rajdzie Paryż-Dakar. Eksponat w Muzeum Przyrody i Techniki w Starachowicach

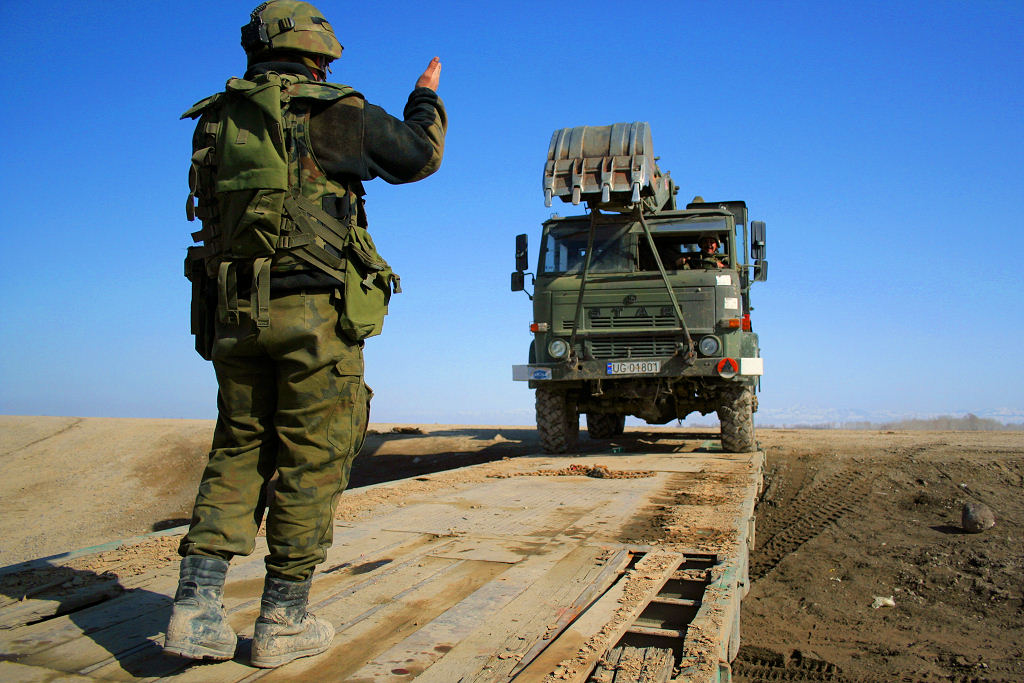
Star 266 w trakcie służby w Afganistanie

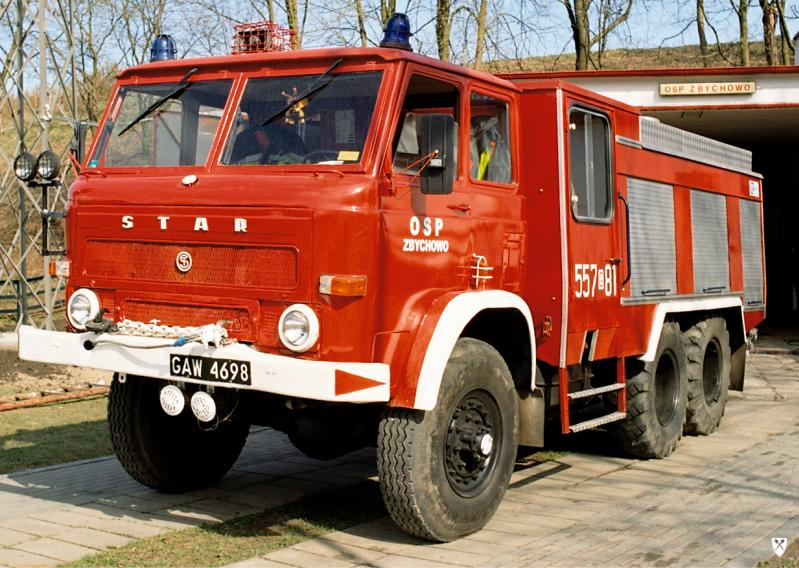
Wóz strażacki Star 266

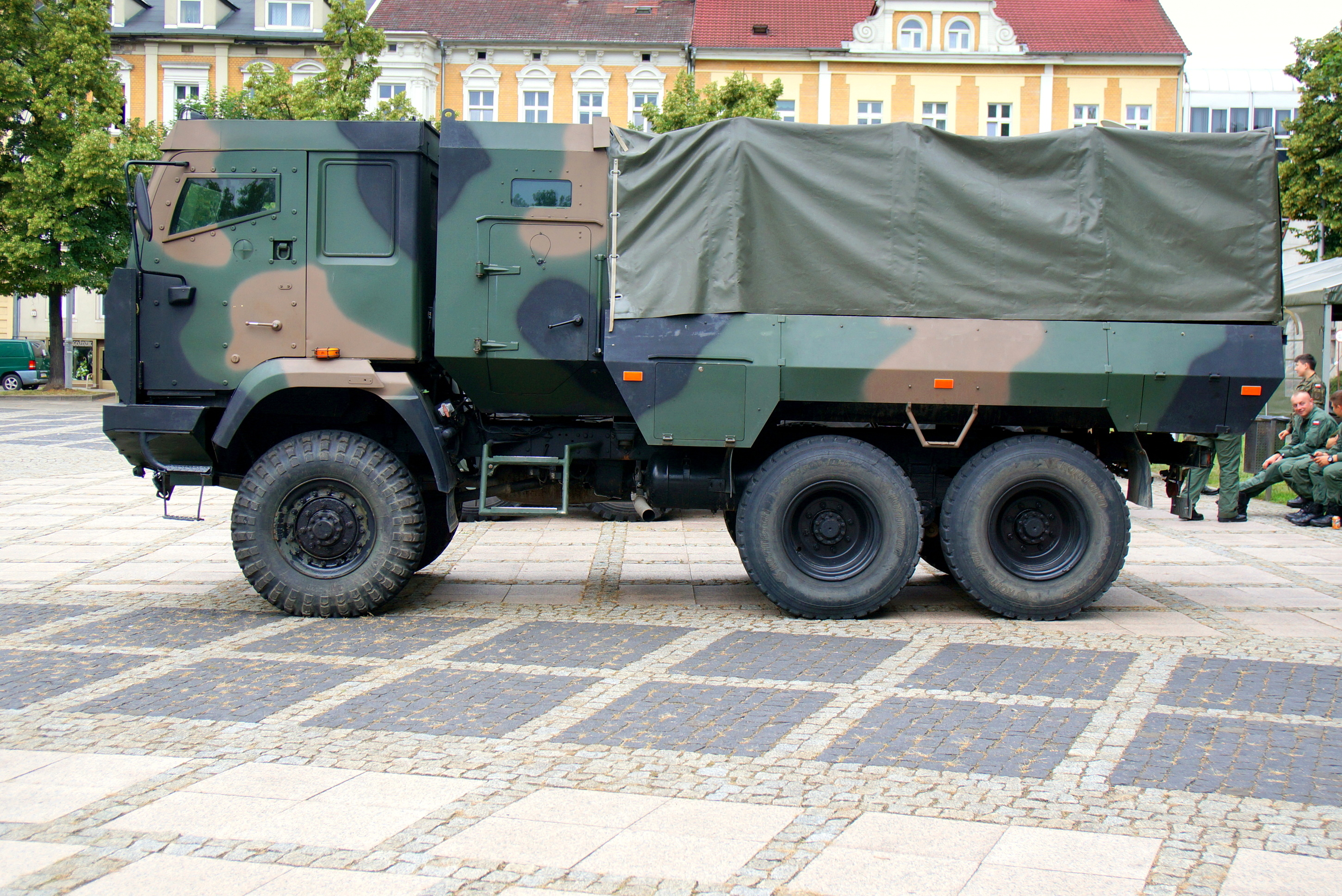
Opancerzony Star 266M

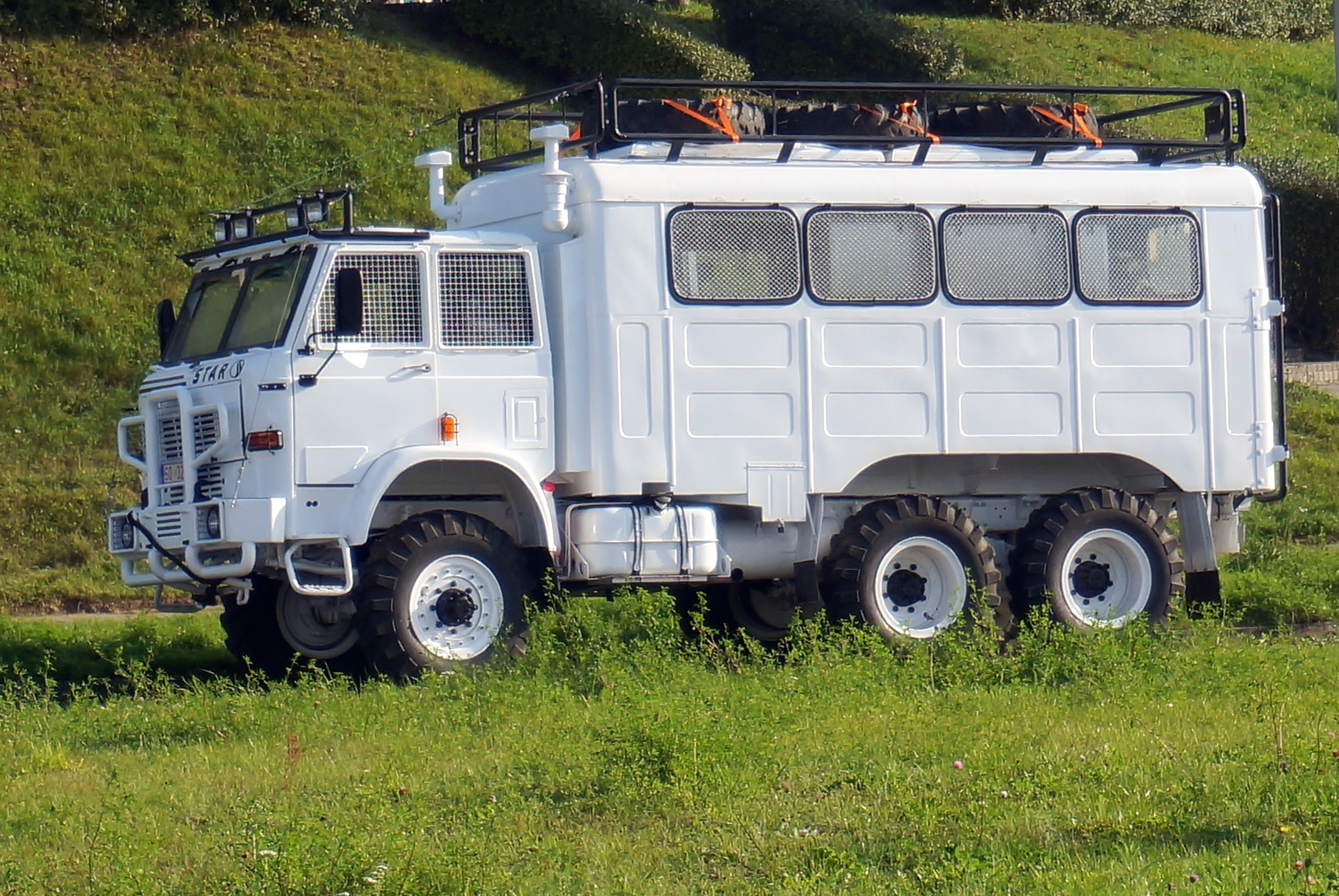
Indywidualnie zmodernizowany do celów turystycznych

W 1968 roku w Ośrodku Badawczo Rozwojowym FSC Star, Biurze Konstrukcji Przemysłu Motoryzacyjnego w Warszawie oraz Wojskowym Instytucie Techniki Pancernej i Samochodowej w Sulejówku rozpoczęto prace konstrukcyjne nad nowym polskim terenowym samochodem ciężarowym, będącym następcą produkowanej od 1965 roku rodziny samochodów Star 660. Pierwszy prototyp Stara 266 zbudowany został w 1969 roku. W latach 1970–1973 przeprowadzano testy drogowe kolejnych prototypów oraz prace mające na celu przygotowanie fabryki w Starachowicach do produkcji nowego modelu.
Produkcję seryjną Stara 266 rozpoczęto w 1973 roku. Nadwozie pojazdu osadzone zostało na podłużnicowej ramie spawanej wykonanej z blachy tłoczonej. W układzie jezdnym zastosowano przedni sztywny most napędowy zawieszony na półeliptycznych resorach piórowych oraz dwóch hydraulicznych amortyzatorach teleskopowych. Zawieszenie osi środkowej i tylnej stanowiły mosty napędowe, każdy zawieszony na dwóch odwróconych półeliptycznych resorach piórowych oraz sześciu drążkach reakcyjnych. Mosty napędowe wyposażone zostały w sterowaną pneumatycznie blokadę mechanizmu różnicowego. Układ hamulcowy dostosowano do zasilania hamulców przyczepy oraz wyposażony został w nadciśnieniowy system wspomagania. Do napędu Stara 266 zastosowano polski, 6-cylindrowy, rzędowy silnik Diesla z bezpośrednim wtryskiem paliwa typu S359 (od 1983 roku S359M), o pojemności skokowej 6842 cm³ i mocy maksymalnej 110 kW (150 KM) (maksymalny moment obrotowy 432Nm). Jednostka napędowa zblokowana została z 5-biegową manualną skrzynią biegów S5-45, zespoloną poprzez wał rurowy ze sterowanym mechanicznie reduktorem SR-380M o dwóch przełożeniach. Dodatkowo skrzynia biegów zintegrowana była z przystawką odbioru mocy typu N10/70, P45/1 lub P45/2.
Star 266 wyposażany był w kabinę wagonową typu 641, posiadającą dwa włazy dachowe, odchylane okna przednie oraz leżankę. W 1985 roku przeprowadzono jej modernizację polegająca na zmianie stylistyki osłony wlotu powietrza. Przestrzeń ładunkową stanowiła jedna z dwóch metalowych skrzyń ładunkowych typu 663 lub 673. Skrzynia typu 663 posiadała dwupoziomową podłogę wykonaną z desek, odchylaną burtę tylną, opończę, montowane do ścian bocznych odchylane ławki, instalację świetlną oraz dźwiękowa, służącą do komunikowania się z kabiną pojazdu. Skrzynia typu 673 posiadała jednopoziomową podłogę wykonaną z desek, opończę oraz odchylane burty boczne i tylną.
Star 266 posiada możliwość pokonywania brodów bez przygotowania o głębokości do 120 cm, natomiast z przygotowaniem do 180 cm. Istnieje również możliwość przeprowadzania auta po dnie, po wcześniejszym przygotowaniu go. Model ten może sprawnie działać przy wilgotności wynoszącej do 98% oraz zapyleniu wynoszącym 1,5 g/cm³.
Podstawowym użytkownikiem Starów 266 jest Wojsko Polskie, gdzie były używane zarówno w podstawowej wersji skrzyniowej, do transportu żołnierzy, jak i w wielu wersjach specjalistycznych. W latach 1973–1994 dla Wojska Polskiego dostarczono 17 092 samochody, w tym największe ilości w latach 80. (ponad 1,5 tysiąca rocznie). Małe ilości były dostarczane dla wojska także w późniejszych latach, m.in. 57 w 1999 roku i 30 w 2000 roku. Samochody te sprzedawane były także na rynek cywilny, przede wszystkim dla służb wymagających samochodów o dużej mobilności, jak np. energetyka i straż pożarna. Na podwoziu modelu Star 266 montowano różne wersje zabudów specjalistycznych jak np. nadwozia furgonowe typu 117 AUM, nadwozia naprawcze Sarna I i Sarna II, radiostacje R-137B i R-140M, stacje radioliniowe R-409, nadwozie dowódczo-sztabowe ADK-11, generator dymu GD-2, urządzenia do odkażania chemicznego WUS-3, nadwozia pożarnicze, żurawie samochodowe oraz koparki.
Model ten oprócz Wojska Polskiego wykorzystywany jest/był w armiach: Angoli (2785 dostarczonych w latach 1977-81), Libii (650 w 1986 r.), Jemenu (400 w latach 1999–2000), Birmy (106 w 1990 r.), Węgier (174 w latach 1986-89) a także ZSRR (394 w latach 1987–1989). Pewna liczba Starów zdobytych w Angoli została wcielona do służby w RPA.
W 1988 roku dwa Stary 266 (wersji 266R) wzięły udział w Rajdzie Paryż-Dakar. Do mety dotarły dwie załogi, Jerzy Franek i Tomasz Sikora (nr 630) oraz Jerzy Mazur z Julianem Obrockim (nr 629).  Stary 266R posiadały nieznaczne modyfikacje: m.in. klatkę bezpieczeństwa, dodatkowe reflektory, osłony spodnie oraz częściowo synchronizowaną, 5-biegową przekładnię ZF. Star nr 630 posiadał seryjny silnik S359 natomiast nr 629 najprawdopodobniej posiadał jednostkę turbodoładowaną.
Jako następca opracowany został na przełomie lat 80. i 90. model 6×6 Star 1366, lecz nie wszedł do produkcji z uwagi na zmianę sytuacji ekonomicznej i geopolitycznej (mniejsze potrzeby ze strony armii). Po przejęciu fabryki w Starachowicach przez koncern MAN opracowano nowe modele terenowe 4×4 Star 944 oraz  6×6 Star 1466. Produkcję Stara 266 zakończono w grudniu 2000 roku, po wprowadzeniu do oferty modelu 1466.

## Modernizacje
W związku z tym, że Star 266 pozostawał najliczniejszym samochodem polskich sił zbrojnych u progu XXI wieku, bez szans na zastąpienie nową konstrukcją w większej liczbie, od końca XX wieku wojsko wdrożyło kilka programów jego modernizacji. Zasadniczymi postulatami była wymiana silnika na nowocześniejszą konstrukcję, o większej mocy i momencie obrotowym, oraz zastosowanie odchylanej kabiny dla ułatwienia obsługi silnika. 

### Star 266M
Pierwszą wdrożoną modernizacją był Star 266M, opracowany przez producenta pojazdu – dawne zakłady Star, wchodzące w skład koncernu MAN. Głównym wykonawcą były zakłady Star Trucks ze Starachowic. Model ten miał silnik MAN D0824 LFG01 o mocy maksymalnej 155 KM (114kW) i momencie obrotowym 580Nm, skrzynię biegów ZF i nową odchylaną długą kabinę zaadaptowaną z serii MAN L/M2000 Evolution (produkowaną w zakładach Steyr, analogiczną do Stara 1466). W latach 2002–2006 zmodernizowano w ten sposób 292 wojskowe Stary, po czym zaprzestano modernizacji dalszych z uwagi na zakończenie produkcji kabin tej serii w Europie. Ponadto powstała od 2007 roku partia Star 266MOP z lekko opancerzoną kabiną, głównie dla zestawów przeciwlotniczych Hibneryt.

### Star 266AS i 266R (prototypowe)
W 2008 roku swoje propozycje ograniczonej modernizacji zaprezentowały dwie firmy: PPHU Auto-Star ze Starachowic (Star 266AS) i Magazyn Centralny Centrum (MCC) z Warszawy (Star 266R), jednakże nie zostały one zamówione przez wojsko. Obie przewidywały zastosowanie silnika IVECO N40ENT C o mocy 170 KM (125kW) i momencie obrotowym 570Nm, skrzyni biegów IVECO oraz dotychczasowej kabiny, lecz zmodyfikowanej w celu jej podnoszenia.

### Star 266M2
W 2009 roku propozycję modernizacji przedstawiła spółka Autobox ze Starachowic. Od 2011 roku ciężarówki te, pod oznaczeniem Star 266M2, dostarczane są Siłom Zbrojnym RP, zarówno w wersji skrzyniowej, jak i z zabudowami specjalistycznymi, także wykonywanymi przez tę spółkę. Samochody te mają silnik Iveco Tector 4 F4AE0481 o mocy 170 KM (125 kW) i maksymalnym momencie obrotowym 560Nm oraz nową skrzynię biegów Eaton. Zastosowano nową poszerzoną skrzynię ładunkową w celu możliwości przewozu europalet (wymiary 4045×2450 mm). Początkowo stosowano oryginalną kabinę, zmodyfikowaną w celu jej podnoszenia, z nową atrapą przednią z tworzywa i reflektorami w zderzaku Dzięki obniżeniu tunelu silnika, zastosowano trzy fotele w przednim rzędzie. Od połowy 2015 roku natomiast montowane są nowe kabiny, importowane z Chin, wywodzące się z linii kabin MAN L/M2000. Od 2011 roku zmodernizowano kilkaset pojazdów (261 w samym 2017 roku). 

### Star 266MS
W 2010 roku swoją propozycję modernizacji przedstawiła spółka Star San Duo ze Starachowic, zakładającą wykorzystanie jednej z kabin z serii MAN L/M2000 Evolution pochodzącej z rynku wtórnego (krótkiej, długiej lub czterodrzwiowej) oraz wymianę silnika. Proponowano używane silniki MAN po naprawie głównej, o mocy 155 KM (114kW) (taki jak w Star 266M) lub o mocy 220 KM (jak w Star 1466), lub nowy silnik IVECO Tector F4AE0491 o mocy 170 KM (125 kW). Propozycja ta zawiera różne konfiguracje elementów i jest kierowana również na rynek cywilny.

## Dodatkowe dane techniczne Star 266
- rozmiar ogumienia – 12.00 – 20",
- ładowność (teren / szosa) – 3500 / 5000 kg,
- wymiary skrzyni ładunkowej (długość x szerokość x wysokość) – 3900 × 2200 x 600 mm, metalowa,
- pojemność zbiornika paliwa – 2 × 150 l.
- masa podwozia w stanie suchym – 5285 kg
- wymiary gabarytowe dł./szer./wys. 6790 / 2500 / 2660 mm,
- rozstaw osi 2970+1250 mm,
- prześwit podłużny/poprzeczny 780 / 325 mm,
- kąt wejścia (natarcia)/zejścia 37/42,5,
- pokonywanie wzniesień (I bieg terenowy/szosowy) 76 / 41%,
- prędkość maksymalna 90 km/h,
- zużycie paliwa 27 l/100 km,
- zasięg maksymalny 1040 km.

## W muzeach
- Muzeum Techniki Militarnej i Użytkowej[gdzie?] (sprawny technicznie)[9]
- Muzeum Przyrody i Techniki w Starachowicach
- Muzeum Techniki Wojskowej GRYF w Dąbrówce[10]
- Muzeum Górnictwa i Sportów Motorowych w Wałbrzychu – prototyp i replika
- Muzeum Ratownictwa w Krakowie - Star 266 pożarniczy Osiny (sprawny technicznie)
- Muzeum Sprzętu Wojskowego w Mrągowie - wersje skrzyniowe i zabudowane